# 루나 (프로게이머)
루나(본명: 장경호, 1995년 8월 5일 ~ )는 대한민국의 전직 리그 오브 레전드 프로게이머이자 전직 오버워치 프로게이머이다. 리그 오브 레전드 아이디는 Luna이며 포지션은 서포터였다. 오버워치 아이디는 Luna, Moonlight, Diana이였고 포지션은 서포트였다.

## 선수 생활

### 리그 오브 레전드
2015년 위너스에 입단하면서 프로 커리어를 시작했다. 챌린저스 코리아 스프링 2015 1차 토너먼트에서 팀의 준우승에 기여했다.
2015년 4월 1일, 삼성 갤럭시에 입단했다. 2015 시즌 종료 후 팀에서 퇴단했다.
2019년 4월, 아키텍트에 입단하면서 리그 오브 레전드 선수로 복귀했다. 하지만 팀은 챌린저스 진출에 실패했고, 2019년 5월 5일 팀에서 퇴단했다.

### 오버워치
2016년 디스차지에 입단하면서 오버워치 프로게이머 커리어를 시작했다.
2016년 8월, LW 블루에 입단했다. APEX 시즌 1 8강, APEX 시즌 2 4강, APEX 시즌 3 8강의 성적을 거두었다.
2018년 10월, 스카이폭스즈에 입단했다. 2019년 1월, 팀에서 퇴단했다.

## 주요 성적

### 리그 오브 레전드
- 리그 오브 레전드 챌린저스 코리아 스프링 2015 1차 토너먼트 준우승

### 오버워치
- 핫식스 오버워치 APEX 시즌 2 3위